# Maciej Siembieda
Maciej Siembieda (ur. 28 kwietnia 1961 w Starachowicach) – polski dziennikarz i reportażysta, pisarz.

## Biografia
W młodości chciał zostać detektywem. W maju 1980 zamierzał złożyć papiery do Wyższej Szkoły Ministerstwa Spraw Wewnętrznych w Szczytnie. Do zostania dziennikarzem namówił go opolski dziennikarz, z którym był spokrewniony. Dostał się na polonistykę na Uniwersytecie Opolskim. Na pierwszym roku studiów rozpoczął współpracę z miesięcznikiem „Opole”. Po ukończeniu studiów znalazł pracę w „Trybunie Opolskiej”. Z początku pracował w dziale miejskim „Trybuny Opolskiej”. Następnie przeszedł do wydziału terenowego i zajmował się sprawami Prudnika, Głuchołaz i okolic.
Uzyskał doktorat z politologii na Uniwersytecie Warmińsko-Mazurskim w Olsztynie. Autor tekstów publikowanych m.in. w „Polityce” i paryskiej „Kulturze” oraz czterech zbiorów reportaży i prywatnej książki o ich pisaniu. Trzykrotny laureat tzw. „polskiego Pulitzera”, czyli Nagrody Stowarzyszenia Dziennikarzy Polskich (1992, 1993 – Honorowe wyróżnienie, 1996). Redaktor naczelny polskich gazet regionalnych, m.in. „Nowej Trybuny Opolskiej”, „Trybuny Śląskiej” i „Dziennika Bałtyckiego”. 
Doświadczenie uzyskał jako reporter śledztw historycznych. Jako pisarz zadebiutował w 2017. Autor powieści z cyklu „Jakub Kania”: 444, Miejsce i imię, Wotum, Kukły, Kołysanka, Orient i Sobowtór, tzw. trylogii polsko-greckiejː Katharsis, Nemezis, Kairos oraz niezależnej powieści Gambit. Pisze powieści oparte na faktach, nieznanych i wręcz niewiarygodnych zagadkach z przeszłości, które rozwiązywał i dokumentował przez ponad trzydzieści lat pracy reporterskiej. Mieszka w Sopocie. 

## Publikacje
- Gwiazdozbiór odmieńców (Wydawnictwo ZLP Opole, 1994)
- Pośmiertny zjazd absolwentów (Context, Opole 1995)
- Piąta pora roku (Pro Media, Opole 1998)
- Reportaż po polsku, Ośrodek Badania Rynku Sztuki Współczesnej, Poznań 2003, ISBN  8389430010
- Podwieczorek oprawców (Prószyński i S-ka, Warszawa 2003); zbiór reportaży
- Marek Belka. Selfie (Studio Emka, Warszawa 2016)
- 444 (Wielka Litera, Warszawa 2017)[12]; powieść sensacyjna, ISBN  9788380321625
- Miejsce i imię (Wydawnictwo Wielka Litera, Warszawa 2018)[13];  thriller, ISBN  9788380322370
- Gambit (Agora, Warszawa 2019)[14]; thriller, ISBN  9788326827884
- Wotum (Agora, Warszawa 2020); powieść sensacyjna[15]
- Kukły (Agora, Warszawa 2021); powieść sensacyjna, ISBN  9788326836596
- Katharsis (Agora, Warszawa 2022); saga sensacyjna, ISBN  9788326839153
- Kołysanka (Agora, Warszawa 2022); powieść sensacyjna, ISBN  9788326840166
- Nemezis (Agora, Warszawa 2023); saga sensacyjna, ISBN  9788326841712
- Orient (Agora, Warszawa 2023); powieść sensacyjna
- Kairos (Agora, Warszawa 2024); saga sensacyjna, ISBN  9788383800806
- Sobowtór (Agora, Warszawa 2025); powieść sensacyjna, ISBN  9788383802169[16]

## Nagrody
- 2022 – Wyróżnienie Festiwalu Kryminalna Warszawa dla powieści „Katharsis”.
- 2023 – Nagroda Czytelników Wielkiego Kalibru dla powieści „Katharsis”[17].
- 2023 – Wyróżnienie Festiwalu Kryminalna Piła dla powieści „Kołysanka”.
- 2024 – Nagroda w plebiscycie Książka Roku portalu lubimyczytac.pl dla powieści „Kairos” w kategorii powieść historyczna.

## Nominacje do nagród
- 2018 – Wielkiego Kalibru Międzynarodowego Festiwalu Kryminału we Wrocławiu za powieść „Miejsce i imię”.
- 2019 – Książki Roku portalu lubimyczytac.pl dla powieści dla „Gambitu”.
- 2020 – Wielkiego Kalibru Międzynarodowego Festiwalu Kryminału we Wrocławiu dla powieści „Kukły”.
- 2022 – Książki Roku portalu lubimyczytac.pl dla powieści „Katharsis” – trzecie miejsce w finale.
- 2022 – Wielkiego Kalibru Międzynarodowego Festiwalu Kryminału we Wrocławiu dla powieści „Katharsis”.
- 2023 – Książki Roku portalu lubimyczytac.pl dla powieści „Nemezis”  – czwarte miejsce w finale.